# Yandian (köpinghuvudort i Kina, Hubei Sheng, lat 31,34, long 113,57)
Yandian (kinesiska: 烟店镇) är en köpinghuvudort i Kina. Den ligger i provinsen Hubei, i den centrala delen av landet, omkring 110 kilometer nordväst om provinshuvudstaden Wuhan. Antalet invånare är 36 269. Befolkningen består av 18 277 kvinnor och 17 992 män. Barn under 15 år utgör 12,0 %, vuxna 15-64 år 77 %, och äldre över 65 år 10,0 %.
Runt Yandian är det tätbefolkat, med 762 invånare per kvadratkilometer. Närmaste större samhälle är Anlu, 13,7 km sydost om Yandian. Trakten runt Yandian består till största delen av jordbruksmark.
Genomsnittlig årsnederbörd är 1 301 millimeter. Den regnigaste månaden är juli, med i genomsnitt 192 mm nederbörd, och den torraste är december, med 15 mm nederbörd.